# Eleccions legislatives búlgares de juny de 2024
Les eleccions legislatives búlgares de 2024 es celebraren el 9 de juny de 2024 coincidint amb les eleccions al Parlament Europeu de 2024.

## Antecedents
El Ciutadans pel Desenvolupament Europeu de Bulgària (GERB) va guanyar les eleccions de 2023 amb la coalició reformista Continuem el Canvi-Bulgària Democràtica a poca distància, i els dos partits van decidir governar junts amb un primer ministre rotatiu que havia de canviar cada nou mesos, per intentar trencar el gran bloqueig polític per falta de majories i l'enfrontament entre tots els partits polítics la corrupció i diferències entre forces pro russes i pro occidentals sobre la guerra russo-ucraïnesa, aconseguint el suport de dos dels trenta-cinc diputats del Moviment pels Drets i les Llibertats. L'acord es va trencar quan Mariya Gabriel hauria d'haver ocupat el lloc de primera ministra pel GERB, després que ho fes Nikolai Denkov. i es van tornar a convocar eleccions per al 9 de juny de 2024. El president Rumen Radev va nomenar l'independent Dimitar Glavchev com a primer ministre d'un govern provisional.

## Sistema electoral
El sistema electoral búlgar és proporcional amb un llindar del 4% per a tots els partits i coalicions.

## Candidatures
La coalició conservadora del Ciutadans pel Desenvolupament Europeu de Bulgària (GERB) amb la Unió de Forces Democràtiques la lidera Boiko Boríssov, la coalició reformista de Continuem el Canvi i Bulgària Democràtica presenta Kiril Petkov, Asen Vasilev, Hristo Ivanov i Atanas Atanasov, els ultranacionalistes de Revival presenten Kostadin Kostadinov, el Moviment pels Drets i les Llibertats que defensa la minoria turca, Delyan Peevski, la socialdemòcrata Coalició per Bulgària, Korneliya Ninova i els populistes d'Existeix un Poble a Slavi Trifonov.

## Resultats
| Eleccions legislatives búlgares de 2024 | Eleccions legislatives búlgares de 2024                                                                   | Eleccions legislatives búlgares de 2024 | Eleccions legislatives búlgares de 2024 | Eleccions legislatives búlgares de 2024 | Eleccions legislatives búlgares de 2024 | Eleccions legislatives búlgares de 2024 |
| Partit                                  | Partit | Vots                                    | %                                       | +/–                                     | Escons                                  | +/–                                     |
| --------------------------------------- | --- | --------------------------------------- | --------------------------------------- | --------------------------------------- | --------------------------------------- | --------------------------------------- |
|                                         | GERB–SDS (Граждани за европейско развитие на България - SDS)                                              | 530.602                                 | 23,99 / 100                             | ▼ 1,40                                  | 68 / 240                                | ▼ 1                                     |
|                                         | Moviment pels Drets i les Llibertats (DPS) (Движение за права и свободи)                                  | 366.562                                 | 16,56 / 100                             | ▲ 3,39                                  | 47 / 240                                | ▲ 11                                    |
|                                         | Coalició Continuem el Canvi-Bulgària Democràtica (PP-DB) (Продължаваме промяната – Демократична България) | 307.848                                 | 13,92 / 100                             | ▼ 9,62                                  | 39 / 240                                | ▼ 23                                    |
|                                         | Renaixement (V) (Възраждане')                                                                             | 295.915                                 | 13,38 / 100                             | ▼ 0,20                                  | 38 / 240                                | ▲ 1                                     |
|                                         | BSP per Bulgària (BSP) (Коалиция за България)                                                             | 151.557                                 | 6,85 / 100                              | ▼ 1,71                                  | 19 / 240                                | ▼ 4                                     |
|                                         | Existeix un Poble (ITN) (Има такъв народ)                                                                 | 127.986                                 | 5,79 / 100                              | ▲ 1,85                                  | 17 / 240                                | ▲ 6                                     |
|                                         | Velichie (V) (Величие)                                                                                    | 99.852                                  | 4,51 / 100                              | N/D                                     | 13 / 240                                | N/D                                     |

## Conseqüències
Tant Korneliya Ninova, la líder de Coalició per Bulgària que encapçala el Partit Socialista Búlgar, com Hristo Ivanov de Bulgària Democràtica van dimitir a conseqüència dels mals resultats.
La incapacitat dels partits per arribar a acords va causar que el president Rumen Radev convoqués noves eleccions per al 27 d'octubre.